# Vitali Rəhimov
Vitali Medzhidovich Rəhimov (in russo Вита́лий Меджи́дович Раги́мов?; Meghri, 27 agosto 1984) è un lottatore azero.
Nel 2008 aveva conquistato una medaglia d'argento olimpica a Pechino, poi revocatagli ufficialmente nel 2016 per doping.

## Palmarès
Mondiali
- 2 medaglie:
  - 2 bronzi (Herning 2009 nei 60 kg; Mosca 2010 nei 66 kg)

Europei
- 2 medaglie:
  - 1 oro (Varna 2005 nei 60 kg)
  - 1 bronzo (Dortmund 2011 nei 66 kg)